# Łopatiw
Łopatiw (ukr. Лопатів) – wieś na Ukrainie, w obwodzie czerniowieckim, w rejonie dniestrzańskim, w hromadzie Sokiriany. W 2010 liczyła 435 mieszkańców.